# Vrsta
Vrsta är ett samhälle i Bosnien och Hercegovina.   Det ligger i entiteten Federationen Bosnien och Hercegovina, i den västra delen av landet, 230 km nordväst om huvudstaden Sarajevo. Vrsta ligger 305 meter över havet och antalet invånare är 501.
Terrängen runt Vrsta är platt åt nordväst, men åt sydost är den kuperad. Runt Vrsta är det ganska tätbefolkat, med 93 invånare per kvadratkilometer.. Närmaste större samhälle är Bihać, 9,0 km söder om Vrsta. 
Omgivningarna runt Vrsta är en mosaik av jordbruksmark och naturlig växtlighet.